# Оле Расмуссен (футболіст, 1952)
Оле Бо Расмуссен (дан. Ole Bo Rasmussen, нар. 19 березня 1952, Амагер) — данський футболіст, що грав на позиції захисника. По завершенні ігрової кар'єри — тренер. Відомий за виступами в данських клубах «Нествед» та «Оденсе», а також у західноберлінській «Герті», та у складі національної збірної Данії.

## Клубна кар'єра
Оле Расмуссен розпочав виступи на футбольних полях у 1971 році в команді «Нествед». У складі «Нестведа» грав до початку 1975 року, а з початком європейського сезону 1975—1976 років став гравцем західноберлінської «Герти», яка грала в західнонімецькій Бундеслізі. У складі «Герти» не відразу став гравцем основного складу, проте з сезону 1978—1979 років став гравцем основи. Після завершення сезону 1979—1980 років, за підсумками якого західноберлінська команда вибула з Бундесліги, повернувся на батьківщину, де став гравцем клубу «Оденсе». У 1981 році повернувся до «Герти», яка за підсумками сезону 1981—1982 років повернулась до Бундесліги, проте за підсумками першого ж сезону знову вибула до другого дивізіону. Після закінчення сезону 1983—1984 років Расмуссен залишив «Герту».
У 1984 році Оле Расмуссен знову став гравцем данської команди «Нествед». У складі команди грав до закінчення сезону 1986 року, після чого закінчив виступи на футбольних полях.

## Виступи за збірну
Оле Расмуссен дебютував у складі національної збірної Данії у 1975 році. 
Був учасником чемпіонату Європи 1984 року у Франції, зіграв у двох переможних для данців матчах: із збірними Бельгії (3:2) та Югославії (5:0). 
У складі національної команди грав до 1985 року, провів у її складі 41 матч, відзначившись 1 забитим м'ячем.

## Кар'єра тренера
Оле Расмуссен після закінчення виступів на футбольних полях працював на різних посадах у тренерських штабах низки данських клубів. У 1996 році Оле Расмуссен очолив тренерський штаб свого колишнього клубу «Нествед». На цій посаді пропрацював два роки, після чого залишив клуб.